# FK Králův Dvůr
Fotbalový klub Králův Dvůr w skrócie FK Králův Dvůr – czeski klub piłkarski, grający w ČFL, grupie A, mający siedzibę w mieście Králův Dvůr.

## Stadion
Domowe mecze klub rozgrywa na stadionie o nazwie Městský stadion Králův Dvůr, położonym w mieście Králův Dvůr. Stadion może pomieścić 4000 widzów.